# زهرمار
زهرمار فیلمی به کارگردانی سیدجواد رضویان، تهیه‌کنندگی جواد نوروزبیگی و نویسندگی پیمان عباسی محصول سال ۱۳۹۷ است.
این فیلم نخستین بار در سی و هفتمین دوره جشنواره فیلم فجر اکران شده‌است.
این فیلم در تاریخ ۲۹ خرداد ۱۳۹۸ در سینماهای ایران اکران شد.
آرا صلاحی خواننده آهنگ «سلام تهران» فیلم زهرمار است.

## بازیگران
- سیامک انصاری
- شبنم مقدمی
- برزو ارجمند
- شقایق فراهانی
- سیامک صفری
- علیرضا استادی
- نسیم ادبی
- سیامک ادیب
- آزیتا ترکاشوند
- حسین محب‌اهری
- رضا رویگری
- محسن پرتوی‌آذر
- آدرینا توشه
- افشین آقایی

## خلاصه داستان
حاج حشمت تهرانی (سیامک انصاری) یک مداح شناخته شده‌است که قرار است در شورای شهر تهران عضو شود. او در یکی از شب‌ها یکی از دوستان قدیمی خود، رهی (سیامک صفری) را پس از سال‌ها می‌بیند، اما رهی از او دل خوشی ندارد و همین مسئله باعث ایجاد داستان‌های زیادی در فیلم می‌شود.

## تیتراژ پایانی فیلم
خواننده تیتراژ پایانی و قطعات موسیقایی فیلم «زهرمار» گفت: از میان گزینه‌هایی با حضور چند خواننده مطرح برای خوانندگی در این فیلم انتخاب شده‌است. آرا صلاحی خواننده جوان و نوظهوری که با ۲ قطعه موسیقایی گنجانده شده در فیلم سینمایی «زهرمار» اولین تجربه خوانندگی در سینما را پشت سر گذاشته‌است، ضمن اشاره به فرآینده حضورش در این اثر توضیح داد: من چندی پیش قطعه «سلام تهران» را در فضای مجازی منتشر کرده بودم و جالب آنکه بعد از انتشار این قطعه آقای رضویان با من تماس گرفت و برای حضور در دفتر آقای نوروزبیگی تهیه‌کننده فیلم «زهرمار» قرار ملاقاتی گذاشت. پس از حضور در دفتر آقای نوروزبیگی بود که بنده با تأیید کارگردان و آقای کمال تبریزی به عنوان مشاور پروژه از فهرستی که نام‌های مطرحی چون امیرعباس گلاب و روزبه بمانی در آن بودند، برای خوانندگی ۲ قطعه این فیلم انتخاب شدم.

## حواشی
اکران فیلم در یک برهه در خرداد ۹۸ لغو و بلیت فروشی آن کنسل شده بود.
مداح به تصویر کشیده شده در فیلم و گریم آن شباهت زیادی با سعید حدادیان دارد.